# Nevoljane
Nevolan en albanais et Nevoljane en serbe latin (en serbe cyrillique : Невољане) est une localité du Kosovo située dans la commune/municipalité de Vushtrri/Vučitrn et dans le district de Mitrovicë/Kosovska Mitrovica. Selon le recensement kosovar de 2011, elle compte 1 366 habitants.
Le village est également connu sous le nom albanais de Novolan.

## Démographie

### Évolution historique de la population dans la localité
| 1948 | 1953 | 1961 | 1971 | 1981  | 1991  | 2011  |
| ---- | ---- | ---- | ---- | ----- | ----- | ----- |
| 612  | 699  | 758  | 982  | 1 166 | 1 311 | 1 366 |

|  |

### Répartition de la population par nationalités (2011)
En 2011, les Albanais représentaient 99,85 % de la population.